# ジョゼフ・バーバラ
ジョセフ・バーバラ（英語: Joseph Barbara、本名：ジュゼッペ・マリア・バルバラ（イタリア語: Giuseppe Maria Barbara）イタリア語発音: [dʒuˈzɛppe maˈriːa ˈbarbaːra]、1905年8月9日 - 1959年6月17日）、通称：ジョー・ザ・バーバー（Joe the Barber）はイタリア出身のアメリカのギャング（マフィア、コーサ・ノストラ）。ブファリーノ・ファミリーの前身となるペンシルベニア北東部ファミリーのボス。1957年のアパラチン会議の主催者として知られる。

## 経歴

### 生い立ち
1905年8月9日、シチリア島カステッランマーレ・デル・ゴルフォで生まれた。1921年に16歳で米国に移住すると、すぐにペンシルベニア北東部ファミリー（後のブファリーノ・ファミリー）のヒットマンとして活動していた。1930年代にバーバラは1933年に起こった酒類密輸の商売敵であったサム・ウィチナーの殺人を含む、いくつかの殺人容疑で逮捕された。ウィチナーはビジネスのためバーバラの家に赴いたが、そこでバーバラに絞殺されたと言われている。しかし、司法機関は証拠不十分でバーバラを起訴できなかった。また、1940年にバーバラはボスとなるため、ペンシルベニア州ピッツトンにてボスのジョン・シアンドラを殺害したと推測されている（ただし、シアンドラは1949年に自然死したという記録もある）。
1936年5月24日、ニューヨーク州エンディコットでジョセフィン・ヴィヴォーナと結婚し、息子2人と娘1人が誕生した。

### ファミリーのボス
1944年、バーバラはニューヨーク州アパラチンの郊外に58エーカーの土地を購入し、合計250,000ドルで邸宅を建てた。バーバラはすぐに地元のビジネス界と交流し、慈善活動にも参加した。バーバラがニューヨーク州の拳銃許可証を申請したとき、エンディコットの警察署長が保証人となった。
1946年、300,000ポンドの違法な砂糖の購入で有罪判決を受けた（密造酒の材料）。この直後にバーバラはソフトドリンクの流通事業に参入し、カナダドライのボトリング工場を購入した。最終的にニューヨーク州ビンガムトンのビールとソフトドリンクの市場を支配した。1956年にはバーバラの所有物件にて、数十人のマフィアらによる会議（コミッション）が開催された。この年、バーバラは心臓発作を起こした。

### アパラチン会議
1957年、ルチアーノ・ファミリーの系譜を引くフランク・コステロからファミリーの実権を簒奪したヴィト・ジェノヴェーゼは、自らの地位を確実なものとさせるため、全国のコーサ・ノストラを集めた会議（コミッション）を招集しようとした。ジェノベーゼはニューヨーク州バッファローのボスで、コミッション・メンバーでもあるステファノ・マガディーノを選出し、マサディノは会議の監督・指揮をバーバラとラッセル・ブファリーノに依頼した。
1957年11月14日、アメリカとイタリアからの有力マフィアがアパラチンの邸宅に集まった。キューバは主要な議題の1つであり、特に同地における賭博や麻薬から得られたコーサ・ノストラの利益の密輸についてであった。国際的な麻薬取引も重要なトピックであった。他にはニューヨークにおける衣料産業の権益や犯罪利益（事業主への高利貸しや衣料品センターのトラック輸送の制御など）などが話し合われる予定であった。
地元の州警察官であるエドガー・D・クロスウェルは、前年にカーマイン・ギャランテがバーバラの私有地から帰る際に州警察官に呼び止められたことを知っていた。州警察はガランテが無免許運転していたこと以外にも、彼がニューヨーク市において広範な犯罪歴があることを発見していた。1957年11月の会議に先立ってクロスウェルはバーバラ邸を時折監視しており、バーバラの息子が地元の肉屋から大量の肉を調達したり、地元のホテルに予約を入れていることも察知していた。このため、クロスウェルはバーバラを怪しみ、その邸宅を監視することを決めていた。州警察はバーバラ邸に多くの高級車が駐車されていることを発見するとナンバープレートの照会を始めた。これら車の多くが犯罪者登録された者たちのものと判明したため、州警察の応援も現場に到着し、バリケードの設置を行い始めた。
こうした外の動きに気づかず会議が開始されたが、カステッランマーレ・デル・ゴルフォ出身でバーバラの従業員であったバルトロ・グッチアが、バーバラの私有地から出る際に警察のバリケードに気がついた。後にグッチアは魚の注文を確認するためにバーバラ邸に戻ったと述べている。一部の出席者は車で強引に脱出を試みたが、バリケードで止められてしまった。他の者たちは高級なスーツを台無しにしながら野原や森を駆けた。多くのマフィアはバーバラの邸宅を囲む森を突破して脱出した。
最大で50人は脱出を果たしたが、コミッションのメンバーであるジェノベーゼ、カルロ・ガンビーノ、ジョセフ・プロファチ、ジョゼフ・ボナンノといった大物を含む60名以上が逮捕された。実質的に彼ら全員は、体調が悪いというバーバラの見舞いのために訪問したと弁明していた。逮捕された者たちは全員に最高10,000ドルの罰金を科され、3年から5年の懲役刑が科されたが、1960年の控訴によりすべての有罪判決が覆された。
アパラチン会議の失敗は、秘密主義で知られたコーサ・ノストラの実態にメディアの注目が集まることにつながり、州と連邦の双方での公聴会も引き起こした。それまでコーサ・ノストラの存在を否定していた連邦捜査局 （FBI）初代局長ジョン・エドガー・フーヴァーも、その存在を認めざるを得なくなった。

### 会議の失敗による晩年
バーバラは司法機関によって捜査され、1957年11月14日の自宅での出来事を大陪審で証言しなかったとして起訴された。さらに1959年、所得税の脱税と不正な税務書類作成で起訴された。また、カナダドライとのボトリング契約も解除され、ビジネスの収益は低下した。さらにバーバラの健康状態は悪化し続けて1959年5月27日に心臓発作を起こし、さらに続く6月17日の心臓発作によってニューヨーク州ジョンソンシティで死去した。ファミリーはラッセル・ブファリーノが後を引き継いだ。バーバラの遺体はニューヨーク州ジョンソンシティのカルバリー墓地に埋葬されている。
死後、バーバラのアパラチンの地所は130,000ドルで売却され、しばらくは観光スポットにもなった。